# 加拿大足球協會
加拿大足球協會（Canadian Soccer Association）是加拿大足球運動的管理機構，屬義務組織，負責監管男女子國家代表隊（包括成年、20歲以下及17歲以下代表隊）比賽事項。同時，協會亦監察各級別全國性業餘球會錦標賽事（包括男女子成年、18歲以下、16歲以下及14歲以下）。省級和城市級協會則負責籌辦個項業餘聯賽與及聘請球證事宜。

## 歷史
1912年5月24日，加拿大自治領足球協會 (the Dominion of Canada Football Association) 在多倫多成立，並於翌年加入國際足協，直至1928年宣告退出。1946年，參考過在英國的足球總會處理業餘球員薪金賠償問題的方法後，重新加入。1961年，中北美洲及加勒比海足球協會成立，加拿大足協是創會成員之一。
多年來，加拿大足協舉辦過三項國際足協錦標賽事，分別為1987年世少盃、2002年女子世青盃及2007年世青盃。另外，該會打算申辦2015年女子世界盃足球賽。
協會成立以來，各級別國家代表隊合共贏得七項聯會賽事，包括：
- 1985年世界杯外圍賽（獲封為中北美洲及加勒比海冠軍）
- 2000年美洲金盃
- 1998年女子CONCAF冠軍賽 (CONCACAF女子足球錦標賽)
- 1986年及1996年CONCAF青年冠軍賽 (中北美洲及加勒比海足協U-20錦標賽)
- 2004年及2008年女子CONCAF青年冠軍賽 (中北美洲及加勒比海女子U-20足球錦標賽)

## 聯賽及盃賽
加拿大足球錦標賽（英語：Canadian Championship) 是加拿大的國家盃賽，以主客制淘汰形式進行，冠軍獲頒旅行者盃，並代表加拿大參加來季中北美洲及加勒比海聯賽冠軍盃的資格。2019年的冠軍是蒙特利爾衝擊。
此外，加拿大足協也組織全國性的業餘球隊錦標賽，包括15歲以下錦標賽、17歲以下錦標賽、成年錦標賽及中年（大師）錦標賽。成年男子錦標賽冠軍獲頒「挑戰盃」（英語：Challenge Trophy），成年女子錦標賽冠軍則獲頒「同慶盃」（英語：JubileeTrophy）。

## 外部連結
- Canadian Soccer Association
- Canadian Soccer Referees' Association（页面存档备份，存于）